# Bovista pila
Bovista pila é uma espécie de fungo pertencente à família Lycoperdaceae.
Os basidiomas, inicialmente presos ao solo por um rizomorfo que se rompe facilmente, tornam-se livres e são carregados pelo vento quando maduros. Possuem formato ovalado a esférico e podem atingir até 8 cm de diâmetro. Sua pele externa branca descama com o tempo, revelando uma camada interna brilhante, de cor bronzeada, que envolve o saco de esporos. Os esporos são mais ou menos esféricos, com pequenas extensões tubulares curtas. B. pila é muito semelhante à espécie europeia B. nigrescens, sendo distinguível de forma confiável apenas por características microscópicas.
Espécie de clima temperado, B. pila é amplamente distribuída na América do Norte, onde cresce no solo em beiras de estradas, pastagens, áreas gramadas e bosques abertos. Há poucos registros bem documentados fora da América do Norte. Quando jovens, os basidiomas de B. pila são comestíveis, desde que o tecido interno ainda esteja branco e firme. Eles foram usados como amuleto pelo povo Chippewa, na América do Norte, e como medicina etnoveterinária na pecuária do oeste do Canadá.

## Taxonomia
A espécie foi descrita como nova para a ciência em 1873 por Miles Joseph Berkeley e Moses Ashley Curtis, a partir de espécimes coletados em Wisconsin. Na descrição breve, eles destacam os pedicelos curtos (extensões tubulares) dos esporos e notam que esses pedicelos, inicialmente do comprimento da largura do esporo, logo se desprendem. Segundo a autoridade nomenclatural MycoBank, os sinônimos taxonômicos (com diferentes espécimes-tipo) incluem Bovista tabacina de Pier Andrea Saccardo (1882), Mycenastrum oregonense de Job Bicknell Ellis e Benjamin Matlack Everhart (1885) e Bovista montana de Andrew Price Morgan (1892). William Chambers Coker e John Nathaniel Couch chamaram B. pila de "a representante americana de B. nigrescens na Europa", devido à grande semelhança entre elas.
O epíteto específico pila vem do latim e significa "bola".

## Descrição

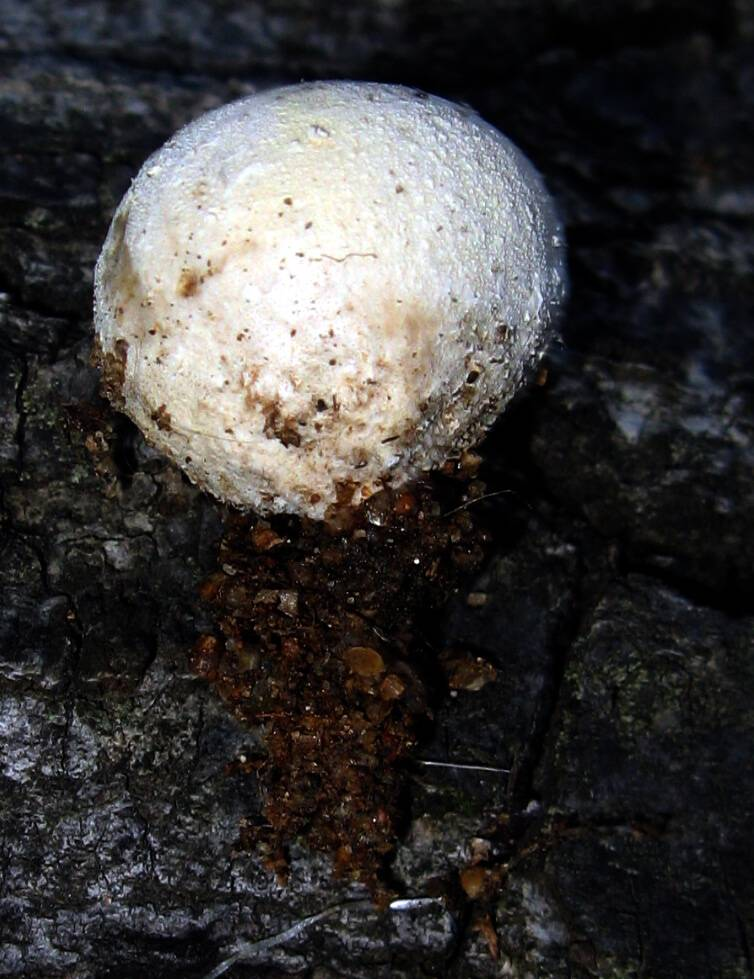
Basidioma jovem antes da camada externa se desprender.

O basidioma de B. pila é ovalado a aproximadamente esférico e mede até 8 cm de diâmetro. A camada externa fina (0,25 mm), chamada exoperídio, é branca a levemente rosada. Sua textura, que inicialmente parece coberta por minúsculos flocos de farelo (furfurácea), torna-se marcada por linhas irregulares e tortuosas (rivulosa). Com a maturidade, o exoperídio descama, expondo o endoperídio, uma camada interna fina e brilhante. Essa pele interna, salpicada de áreas mais escuras, apresenta tons metálicos semelhantes ao bronze e ao cobre. Os basidiomas de B. pila são presos ao solo por um pequeno cordão (rizomorfo) que geralmente se rompe quando maduros. O tecido interno, ou gleba, é composto por esporos e tecidos capilares circundantes. Inicialmente branco e firme, com pequenas câmaras de formato irregular (visíveis com lupa), a gleba torna-se esverdeada e, depois, marrom e pulverulenta à medida que os esporos amadurecem. Com o tempo, a superfície superior do basidioma racha e se abre. A textura resistente do endoperídio permite que ele mantenha sua forma esférica mesmo após se soltar do solo. À medida que os basidiomas velhos são soprados pelo vento, os esporos escapam pelas rachaduras.

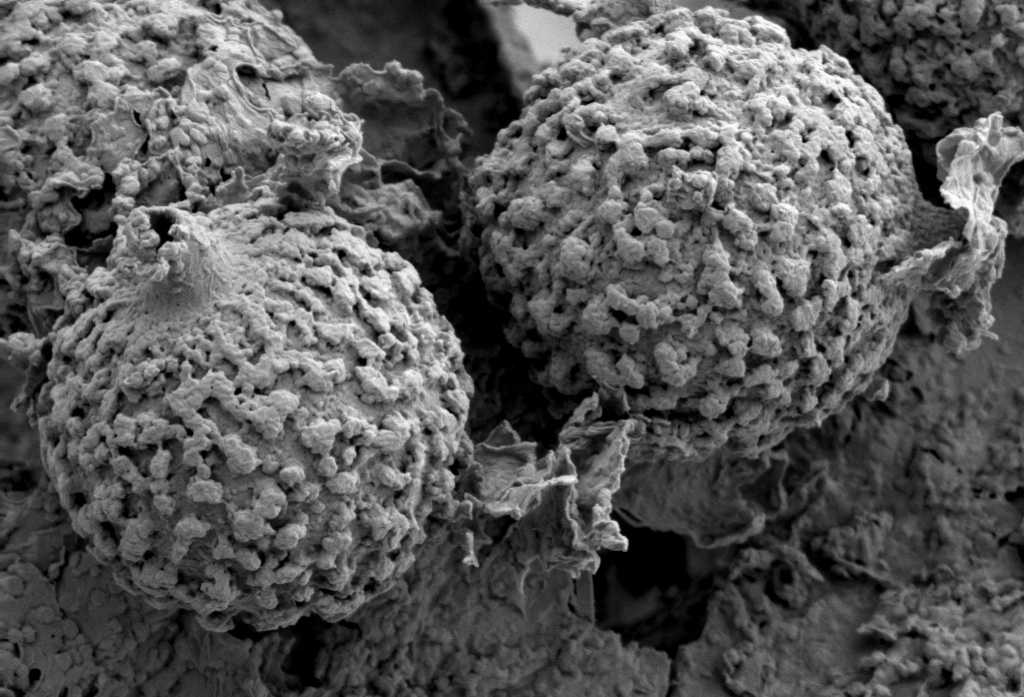
Pedicelos curtos são uma característica dos esporos de B. pila.

Os esporos de Bovista pila são esféricos, lisos (quando vistos ao microscópio óptico) e medem de 3,5 a 4,5 μm. Possuem paredes grossas e pedicelos muito curtos. Os basídios (células que produzem esporos) têm formato de clava, medindo 8–10,5 por 14–18 μm. Geralmente, carregam quatro esporos (raramente três), com esterigmas de comprimentos variados entre 4 e 7,4 μm. Os capilícios (fibras estéreis entre os esporos) tendem a formar pequenas massas soltas de cerca de 2 mm de diâmetro. Os ramos principais dos capilícios, semelhantes a troncos, chegam a 15 μm de diâmetro, com paredes geralmente de 2 a 3 μm de espessura.

### Espécies semelhantes
As características usadas para identificar Bovista pila em campo incluem seu tamanho relativamente pequeno, o brilho metálico do endoperídio e a presença de rizomorfos. B. plumbea é semelhante em aparência, mas pode ser distinguida pelo basidioma geralmente menor e pela cor cinza-azulada de sua camada interna. Diferentemente de B. pila, B. plumbea é presa ao solo por uma massa de fibras miceliais conhecida como base estéril. Microscopicamente, B. plumbea tem esporos maiores (5–7 por 4,5–6,0 μm) com pedicelos longos (9–14 μm). Outra espécie parecida é a europeia B. nigrescens, que só pode ser diferenciada de B. pila com segurança por características microscópicas. Os esporos de B. nigrescens são ovais, mais rugosos que os de B. pila, e possuem um pedicelo hialino (translúcido) de comprimento próximo ao diâmetro do esporo (5 μm). A espécie Disciseda pila recebeu esse nome por sua semelhança externa com B. pila. Encontrada no Texas e na Argentina, ela tem esporos muito maiores e verrucosos, medindo 7,9–9,4 μm.

## Habitat e distribuição

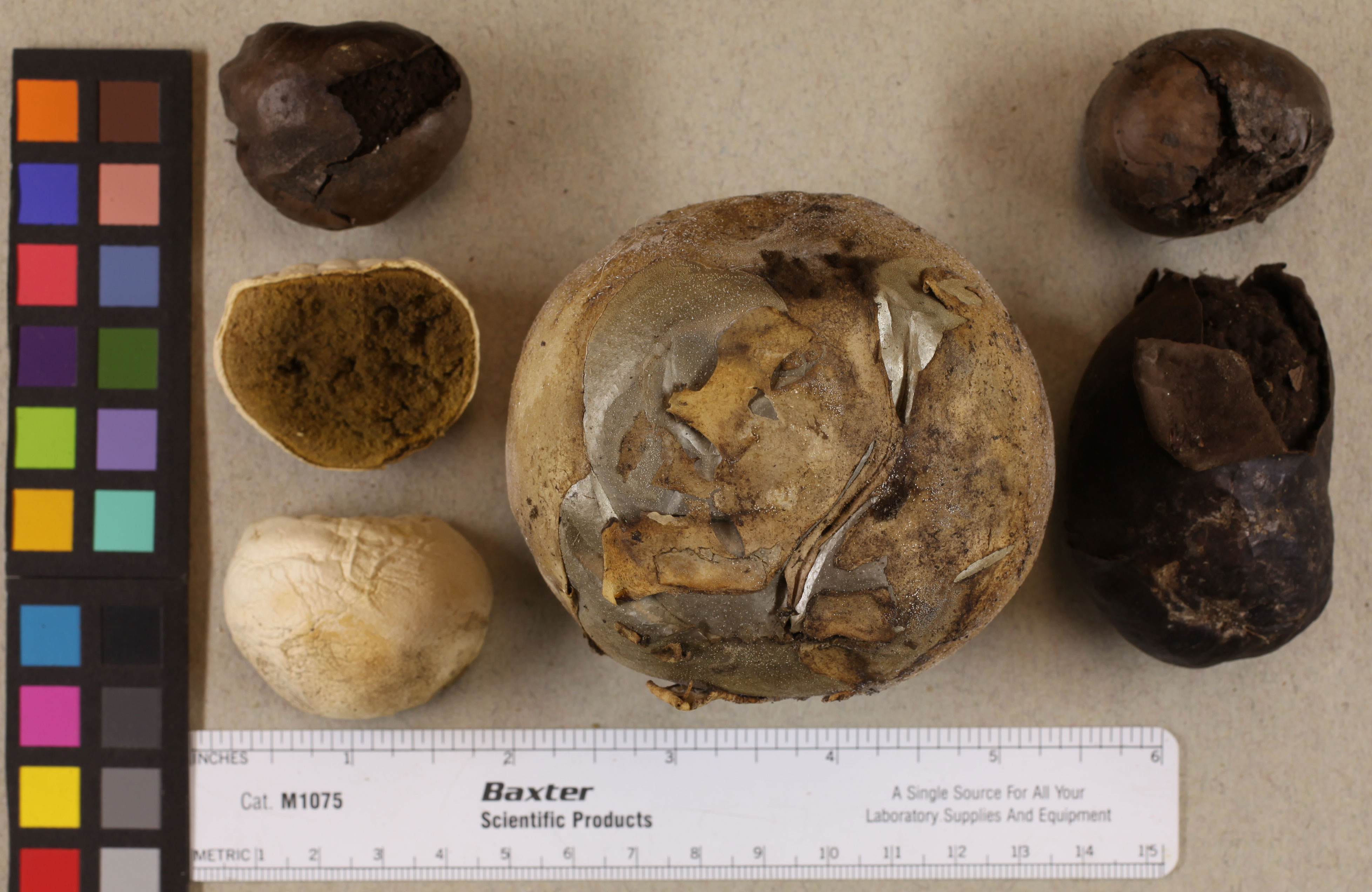
Uma coleção de vários espécimes da Califórnia, EUA.

Bovista pila é encontrada em currais, estábulos, beiras de estradas, pastagens e bosques abertos. Os cogumelos surgem isolados, dispersos ou em grupos no solo. Também é conhecida por crescer em gramados e parques. Os invólucros de esporos são persistentes e podem resistir o inverno. A frutificação ocorre ao longo da temporada de cogumelos.
Bovista pila é amplamente distribuída na América do Norte (incluindo o Havaí). Há poucos registros bem documentados de B. pila fora da América do Norte. Hanns Kreisel registrou-a na Rússia, na região hoje conhecida como República de Sakha. O fungo foi identificado provisoriamente nas Ilhas Galápagos, e coletado em Pernambuco e São Paulo, no Brasil. No entanto, o material sul-americano apresenta uma gleba de cor amarelo-acinzentada, possivelmente indicando espécimes ainda não totalmente maduros. Isso torna a identificação desse material incerta, pois amostras imaturas podem ter características microscópicas diferentes das maduras. Embora tenha sido relatada na parte europeia da Turquia e na Anatólia, registros sem informações microscópicas ou macroscópicas detalhadas são vistos com ceticismo.

## Usos
Comestível quando a gleba interna ainda está firme e branca, Bovista pila tem sabor e odor suaves.
O fungo foi usado pelo povo Chippewa, na América do Norte, como amuleto e medicinalmente como hemostático. Na Colúmbia Britânica, Canadá, pecuaristas que seguem programas de certificação orgânica, onde medicamentos convencionais são proibidos, utilizam-no. A massa de esporos é aplicada em pequenos cortes de cascos durante o aparamento, sendo então envolvida com fita adesiva respirável. Também é usada de forma semelhante em áreas sangrentas após a retirada de chifres e em feridas de abscessos esternais.